# Інгульський район
Інгу́льський райо́н — адміністративно-територіальна одиниця міста Миколаєва.

## Географія

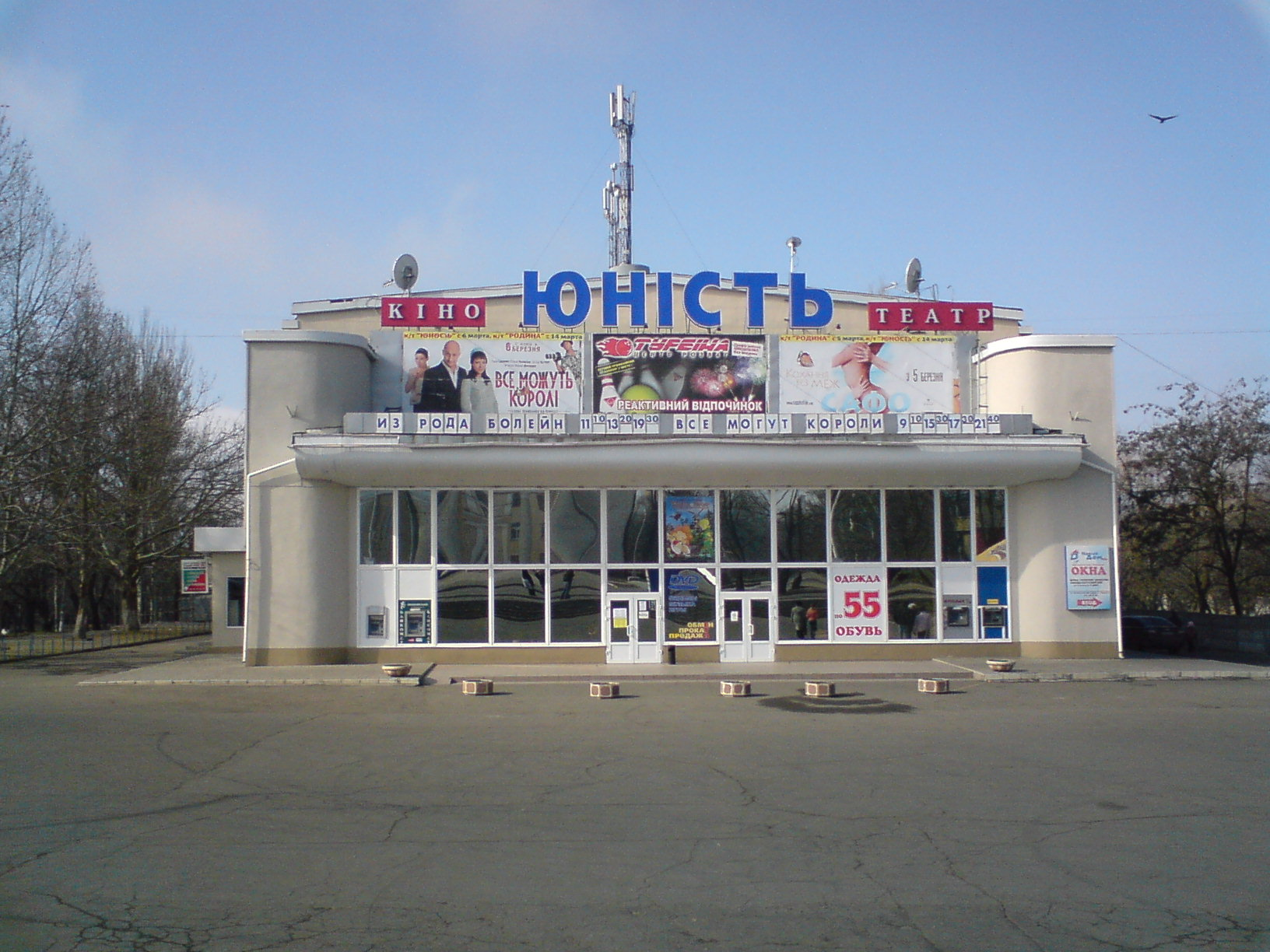
Кінотеатр «Юність»

Район розташований на сході міста. Межує з Центральним й Корабельним (Широка Балка) районами.
Включає місцевості: східна частина Слобідки, ПТЗ, Старий Водопій, Новий Водопій, Нове Садівництво, Горького. У ньому ж розташована Промзона. Район перетину Херсонського шосе і вулиці Космонавтів в Інгульському районі вважається одним з найзабрудненіших місць міста.

## Історія
Район утворений в 1920 році під назвою Слобідський.
У 1938 Слобідський район перейменований на Сталінський.
У 1948 році районний поділ було скасовано.
У 1951 р. утворені Сталінський, Заводський та Центральний райони.
У 1961 район перейменований на Ленінський.
У 2015 році назва Ленінського району підпала під Закон про декомунізацію в Україні. 27 листопада 2015 року комісія Миколаївської міської ради з декомунізації запропонувала перейменувати Ленінський район на Інгульський.
У 2016 році, відповідно до процесу декомунізації, він отримав нову назву — Інгульський, на честь річки Інгул, яка протікає через місто і є важливою природною особливістю регіону.
Інгульський район розташований у східній частині Миколаєва і межує з Заводським, Центральним та Корабельним районами міста. Загальна площа району складає приблизно 46 км², що робить його одним із найбільших у Миколаєві.

## Населення
| Рік  | Кількість населення |
| ---- | ------------------- |
| 1959 | 101 930             |
| 1970 | 136 945             |
| 1979 | 137 046             |
| 1989 | 148 814             |
| 2001 | 144 127             |
| 2008 | 142 288             |

### Мова
Розподіл населення за рідною мовою за даними перепису 2001 року:
| Мова       | Відсоток |
| ---------- | -------- |
| російська  | 60,85%   |
| українська | 38,38%   |
| вірменська | 0,16%    |
| румунська  | 0,12%    |
| білоруська | 0,08%    |
| болгарська | 0,04%    |
| інші       | 0,37%    |

## Промисловість
На вересень 2009 року виробничий комплекс району представлений 3948 підприємствами різних форм власності. Серед найбільших: ДП НВКГ «Зоря-Машпроект», ВАТ «Миколаївмеблі», ВАТ «Миколаївхліб», ЗАТ «Лакталіс-Миколаїв», ВТФ «Велам», «Промбуд-2», КП «Дорога», металоцентр «Відзев», ВАТ «Оріон-Авто», АТП-14854.
У районі діють 9 ринків, 8 великих супермаркетів, безліч підприємств сфери послуг.
Тут же розташовані залізничний вокзал й міжміський автовокзал Миколаєва.
Залізничний вокзал тривалий час був об’єктом бурхливих обговорень. Адже, його приміщення потребувало капітального ремонту. Його стан розкритикував й Володимир Омелян, який обіймав посаду міністра інфраструктури за часів президента Петра Порошенка. 
Влада так і не змогла ухвалити рішення – ремонтувати стару будівлю чи будувати нову. Навіть розмірковували про надання залізничного вокзалу в концесію. Він також постраждав під час обстрілів у лютому-березні 2022 року. 
Як і в багатьох інших районах великих українських міст, Інгульський район стикається з певними проблемами, такими як стан інфраструктури, необхідність оновлення житлового фонду та модернізації промислових підприємств. Однак розвиток нових житлових комплексів та інвестиції в економіку сприяють покращенню ситуації.

## Культурно-розважальні об'єкти
У Інгульському районі розташовані зоопарк та концерт-хол — «Юність».
Щодо культурної сфери, Інгульський район може похвалитися різними бібліотеками, культурними центрами та спортивними закладами, що забезпечують різноманітне дозвілля для жителів.